# Galtara purata
Galtara purata är en fjärilsart som beskrevs av Walker 1862. Galtara purata ingår i släktet Galtara och familjen björnspinnare. Inga underarter finns listade i Catalogue of Life.